# Gen.G
Gen.G (tiếng Hàn Quốc: 젠지, còn gọi là Gen.G Esports), trước đây là KSV eSports, là một tổ chức thể thao điện tử chuyên nghiệp có trụ sở tại Santa Monica, Seoul và Thượng Hải. Theo Forbes, Gen.G là tổ chức thể thao điện tử có giá trị lớn thứ 8 trên thế giới với 250 triệu USD, tính đến tháng 5 năm 2022.

## Lịch sử
Gen.G Esports được thành lập vào năm 2017 dưới tên KSV eSports (viết tắt của Korea và Silicon Valley) bởi Kevin Chou và Kent Wakeford, những nhà đồng sáng lập của công ty phát triển trò chơi Kabam. Tổ chức đã bắt đầu với việc mua lại quyền tham gia Overwatch League ở Seoul, Hàn Quốc. Ngày 30 tháng 11 năm 2017, họ mua lại đội Liên Minh Huyền Thoại của Samsung Galaxy. Ngày 3 tháng 5 năm 2018, KSV eSports thông báo thay đổi thương hiệu thành Gen.G. Ngày 20 tháng 1 năm 2020, Gen.G cho ra mắt đội NBA 2K League tên "Gen.G Tigers of Shanghai". Ngày 27 tháng 8 năm 2020, Gen.G là một trong 10 đội được chọn thi đấu tại LCK. Ngày 21 tháng 9 năm 2022, Gen.G là một trong 10 đội thi đấu tại mùa giải mở đầu của VCT Thái Bình Dương.

## Các đội hiện tại

### Liên Minh Huyền Thoại
Ngày 30 tháng 11 năm 2017, KSV mua lại đội tuyển đương kim vô địch thế giới Samsung Galaxy và đổi tên thành KSV eSports. Năm 2018, đội tuyển (lúc này là Gen.G Esports) giành vé vào chơi Chung kết thế giới 2018 nhưng bị loại ngay tại vòng bảng với tỉ số 1-5. Sau đó đến năm 2020, Gen.G mới tiếp tục xuất hiện trở lại trên đấu trường thế giới, nhưng đã bị G2 Esports đánh bại với tỉ số 0-3 ở vòng tứ kết. Gen.G đã tiến đến vòng bán kết của kỳ Chung kết thế giới 2021 trước khi bị Edward Gaming đánh bại, đội tuyển mà sau đó đã lên ngôi vô địch.
Năm 2022, Gen.G đã đánh bại T1 với tỉ số 3-0 ở trận chung kết để lên ngôi vô địch LCK Mùa hè và trở thành hạt giống số một khu vực của kỳ Chung kết thế giới 2022. Đến chung kết thế giới, họ lại bị đội tuyển được đánh giá yếu hơn là DRX đánh bại với tỉ số 1-3 ở bán kết và phải ra về.
Mùa xuân năm 2023, Gen.G có lần thứ hai liên tiếp lên ngôi vô địch LCK sau khi đánh bại T1 3-1 ở trận chung kết tổng. Với thắng lợi này, đội tuyển đã trở thành hạt giống số 1 đại diện khu vực tại kỳ MSI 2023, nhưng sau đó đã bị BLG đánh bại với tỉ số 0-3 ở nhánh thua và kết thúc chiến dịch với vị trí thứ 4. Sang Mùa hè, Gen.G lại một lần nữa đánh bại T1 ở trận chung kết với tỉ số 3-0 và giành được chức vô địch LCK lần thứ 3 liên tiếp. Dù là hạt giống số 1, Gen.G sau đó tiếp tục phải dừng chân sớm tại tứ kết Chung kết thế giới sau khi để thua Bilibili Gaming với tỉ số 2-3.
Qua mùa giải 2024, Gen.G đã thay thế Doran, Peanut và Delight với những bản hợp đồng đưa về Kiin, Canyon và Lehends. Đội hình mới của Gen.G đã thi đấu và giành được chức vô địch LCK thứ tư liên tiếp sau khi đánh bại T1 với tỉ số 3-2 tại chung kết tổng.

### NBA 2K
Ngày 26 tháng 9 năm 2019, NBA 2K League thông báo Gen.G Esports sẽ thành lập một đội NBA 2K League đến từ Thượng Hải và sẽ cùng 22 đội khác tham gia NBA 2K League ở mùa giải 2020. Gen.G Tigers of Shanghai là đội tuyển NBA 2K League đầu tiên ngoài khu vực Bắc Mỹ.

### Overwatch
Gen.G Esports đã bắt đầu với việc mua lại suất thi đấu tại Overwatch League, đặt tên đội là Seoul Dynasty. Trước khi đưa ra thông báo này, KSV eSports đã mua lại đội hình của Lunatic-Hai vào ngày 21 tháng 8 năm 2017.

### PUBG: Battlegrounds
Ngày 7 tháng 11 năm 2017, KSV thông báo gia nhập sân chơi PUBG với đội tuyển KSV Asel. Chỉ vài tuần sau, ngày 7 tháng 12 năm 2017, KSV đã ra mắt thêm đội PUBG thứ hai, KSV Notitle hay KSV NTT. Ngày 16 tháng 8 năm 2018, Gen.G thông báo sáp nhập hai đội. Đội tuyển sau đó đã thành công qua các năm, trở thành quán quân PUBG World Championship - PUBG Global Invitational 2018, PUBG Global Championship 2019, và đứng thứ ba ở kỳ PUBG Global Invitational 2021.

### Rocket League
Ngày 28 tháng 9 năm 2022, Gen.G Mobil1 Racing được thành lập với sự hợp tác giữa Gen.G Esports và Mobil 1. ApparentlyJack, Chronic và noly gia nhập đội hình, với Pollo dự bị. Allushin trở thành huấn luyện viên vào ngày 30 cùng tháng.

### Valorant
Ngày 4 tháng 5 năm 2020, Gen.G tiến vào sân chơi Valorant với thương vụ mua lại FRENCH CANADIANS. Gen.G đã chiến thắng giải đấu lớn đầu tiên là North American VALORANT, T1 x Nerd Street Gamers Invitational. Gen.G sau đó đã chiến thắng thêm 3 giải nữa vào năm 2020 - Pittsburgh Knights Tournament Series, Pulse Invitational, và Pittsburgh Knights Before Christmas. Sau thông báo của Valorant Franchisement League, Gen.G đã quyết định đặt căn cứ tại Hàn Quốc.
Đội tuyển Gen.G Valorant giành giải á quân tại Masters Madrid, sau thất bại trước Sentinels với tỉ số 3-2 vào ngày 24 tháng 3 năm 2024. Sau đó, đội tuyển cũng phải chịu thất bại trước Paper Rex 2-3 tại VCT Champions Pacific Stage 1 nhưng vẫn giành quyền vào Masters Thượng Hải với tư cách hạt giống số 2, giải đấu mà Gen.G chính thức lên ngôi vô địch sau khi đánh bại Team Heretics 3-2 vào ngày 9 tháng 6 năm 2024. Đây cũng là đội tuyển đầu tiên của khu vực Pacific lên ngôi vô địch giải một đấu quốc tế của VCT.

## Thành tích
| Liên Minh Huyền Thoại (8) | Heroes of the Storm (3) | PUBG: Battlegrounds (2)                                                           | Rocket League (1)                                        |
| --- | --- | --------------------------------------------------------------------------------- | -------------------------------------------------------- |
| - LCK - Vô địch Mùa xuân năm 2014 (dưới tên Samsung Blue) - Vô địch Mùa hè năm 2022 - Vô địch Mùa xuân năm 2023 - Vô địch Mùa hè năm 2023 - Vô địch Mùa xuân năm 2024 - Vô địch thế giới - Vô địch năm 2014 (dưới tên Samsung White) - Vô địch năm 2017 (dưới tên Samsung Galaxy) - Mid-Season Invitational - Vô địch năm 2024 | - Global Championship - Vô địch Finals năm 2017 (dưới tên MVP Black) - Vô địch Mid-Season Brawl năm 2018 - Vô địch Finals năm 2018 | - Global Invitational - Vô địch năm 2018 - Global Championship - Vô địch năm 2019 | - Championship Series - Vô địch Fall Split Major 2022-23 |